# Léon Ier de Galicie
Pour les articles homonymes, voir Léon Ier.
Léon (Lev) Ier de Galicie (en ukrainien : Лев Данилович, Lev Danilovitch) (1228 — 1301) a été le roi de Galicie et Volhynie (Lodomérie). Sous son règne, l'État de Galicie-Volhynie a été au sommet de sa puissance.

## Biographie
Léon était le fils de Daniel Ier de Galicie et sa première épouse Anne de Novgorod. Il a d'abord gouverné à Lviv et à Przemyśl avant d'hériter du trône de Galicie-Volhynie à la mort de son frère ainé Svarnas en 1269. Contrairement à son père, qui a poursuivi une politique anti-mongole, Léon a noué de bonnes relations avec la Horde d'or. En union avec les Mongols d'abord et avec Venceslas II de Bohême ensuite, il a attaqué la Pologne, en annexant la ville de Lublin, mais sa tentative de conquête de Cracovie a échoué. Il a également repris la ville de Moukatcheve aux Hongrois.
Léon Ier a continué la politique économique de son père, en développant des villes et le commerce. En 1272, Léon a transféré la capitale de Chełm à Lviv dont il a fait un centre commercial florissant et qui est depuis la ville la plus importante de Galicie.

## Union et descendance
En 1247, Léon s'est marié à Constance, fille de Béla IV de Hongrie. À sa mort en 1301, son fils Georges Ier lui succéda.